# Zalpuwa
Zalpuwa era un regne i una ciutat de la que es té constància des del segle XVII aC, que inicialment es creia situada vora el Llac de la Sal (Llac Tuz), i després, per un text trobat, es va situar més al nord, a la vora de la mar Negra.
D'aquest regne n'era sobirà després del 1800 aC Uhna, al que va succeir el seu fill Huzziyas o Khuzziya. Uhna va envair Nesa, i els habitants de Zalpuwa es van emportar el déu Sius, patró d'aquella cuitat. Quan regnava Huzziyas, Anitta, rei de Kussara, va ocupar la ciutat, va recuperar Sius i el va tornar a Nesa. Poc després Zalpuwa es va incorporar a l'Imperi hitita.
Probablement cal relacionar Zalpuwa amb la ciutat de Zalpa. Els kashka van ocupar i saquejar la ciutat de Zalpuwa en temps del rei Arnuwandas I.

## Reis
- Uhna
- Huzziyas